# Torsten Evert Karsten

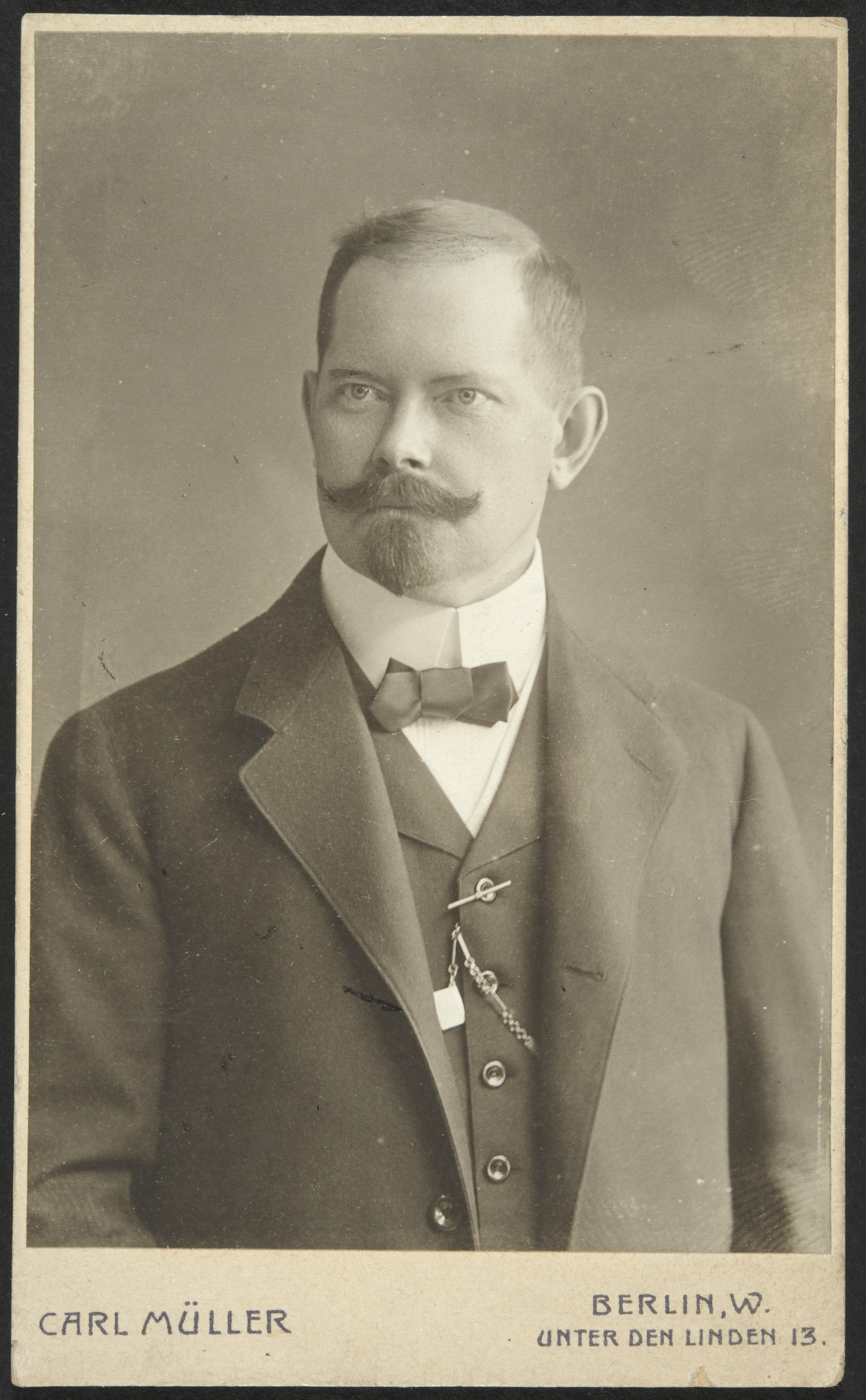
Torsten Evert Karsten

Torsten Evert Karsten, auch Tor Evert, Torsten E. Karsten (* 20. August 1870 in Orivesi, Finnland; † 12. September 1942 in Helsinki), war ein finnisch-schwedischer germanistischer und skandinavistischer Mediävist und Linguist (Altgermanist). 
Karsten studierte an der Universität Helsinki (Helsingfors), wo er 1897 promoviert wurde und anschließend als Dozent tätig war. Er war ab 1912 Professor für Germanische Philologie, ab 1931 für Nordische Philologie an der Universität Helsinki (Helsingfors).

## Veröffentlichungen (Auswahl)
- Germanisch-finnische Lehnwortstudien. Ein Beitrag zu der ältesten Sprach- und Kulturgeschichte der Germanen. Finnische Litteraturgesellschaft, Helsingfors 1915, DNB 363609806.
- Die Germanen. Eine Einführung in die Geschichte ihrer Sprache und Kultur. Walter de Gruyter & Co, Berlin 1928, DNB 361030436.
- Die neuen Runen- und Bilderfunde aus der Unter-Weser (Oldenburg). Akademische Buchhandlung, Helsingfors 1930, DNB 363988416.